# Glyphomitrium howeanum
Glyphomitrium howeanum là một loài rêu trong họ Ptychomitriaceae. Loài này được (Hampe) Broth. mô tả khoa học đầu tiên năm 1902.